# Moeders voor Moeders (Nederland)
Moeders voor Moeders is een Nederlandse organisatie die zich sinds 1966 bezighoudt met het inzamelen van urine van zwangere vrouwen ter verkrijging van het hormoon hCG (humaan choriongonadotrofine). Van het hCG-hormoon worden geneesmiddelen gemaakt voor de bestrijding van onvruchtbaarheid. Die geneesmiddelen zijn bedoeld om de eisprong te bevorderen. De organisatie is onderdeel van de farmaceutische industrieel Aspen Pharma, daarvoor van MSD, en daarvoor van Organon dat in 1931 met de inzameling van deze urine begon.

## Werkwijze

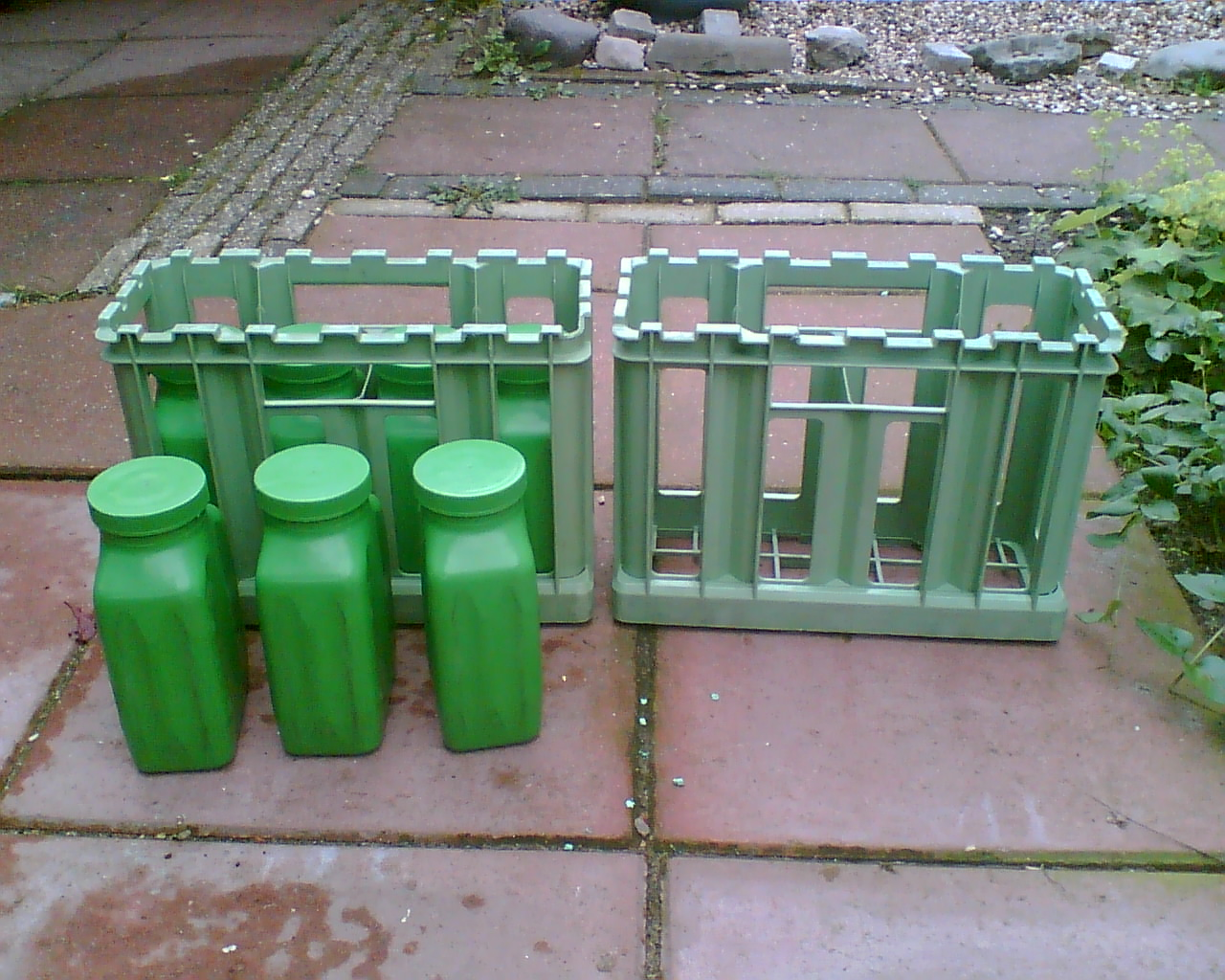
Urine-inzameling

Uit de urine die Moeders voor Moeders inzamelt, wordt het hCG-hormoon gewonnen. Dit verloopt via een ingewikkelde en kostbare procedure. Miljoenen liters urine leveren slechts een paar gram van het hormoon op. Vervolgens maken farmaceutische bedrijven van het hCG-hormoon een geneesmiddel dat deel uitmaakt van de behandeling van onvruchtbaarheid. HCG wordt door het lichaam in de eerste vier maanden van de zwangerschap in ruime mate geproduceerd. Het grootste deel verdwijnt via de urine.
De urine wordt ingezameld gedurende de eerste vier maanden van de zwangerschap. Deelnemende vrouwen vangen hun urine op in plastic flessen, die ofwel (in dichtbevolkte gebieden) eenmaal per week worden opgehaald, ofwel (elders in Nederland) bij verzameldepots worden ingeleverd. Het ophalen van de urine wordt uitbesteed aan DHL Same Day.

## Contra-indicaties
In een aantal gevallen kan medicijngebruik een beletsel vormen voor deelname. Tevens is een verblijf van meer dan 180 dagen in het Verenigd Koninkrijk gedurende de periode 1980-1996 een beletsel, in verband met de mogelijkheid van besmetting met de ziekte van Creutzfeldt-Jakob.

## Kunstmest
In augustus 2008 startte een proef om uit de resturine kunstmest te produceren. Het bedrijf GMB Watertechnologie voert deze proef uit op het terrein van waterschap Rivierenland in Tiel. Nadat Moeders voor Moeders alle benodigde hCG-hormonen heeft gewonnen, wordt uit de resturine fosfaat- en stikstofverbindingen gehaald, die worden gebruikt voor de productie van kunstmest. De director van Moeders voor Moeders, Joost de Laat, stelde in een brief aan de deelneemsters op 26 augustus 2008 dat Moeders voor Moeders geen commercieel belang heeft bij deze proef.

## Opspraak
Moeders voor Moeders kwam in 1985 in opspraak toen Stichting Lekker Dier onthulde dat verreweg de meeste urine die werd ingezameld, werd gebruikt voor het hormoonpreparaat PG600, dat in de varkenshouderij wordt gebruikt om zeugen sneller 'berig' te maken. Naar aanleiding daarvan kondigde het verantwoordelijke Organon (tegenwoordig onderdeel van MSD) aan de urine alleen nog voor humane doeleinden te gebruiken. In mei 2013 onthulde de Volkskrant echter dat de winning van urine voor PG600 dóórging, maar nu in Brazilië.